# ریتا اورا
ریتا ساهاتچیو اورا (به انگلیسی: Rita Sahatçiu Ora؛ زاده‌شده به نام ریتا ساهاتچیو در ۲۶ نوامبر ۱۹۹۰) که به‌طور حرفه‌ای با نام ریتا اورا (به انگلیسی: Rita Ora) شناخته می‌شود، خواننده و ترانه‌پرداز انگلیسی می‌باشد. وی در سال ۲۰۱۲ پس از همکاری با دی‌جی فرش در آهنگ «داغ همین حالا (Hot Right Now)» به دنیای موسیقی شناخته شد. این آهنگ در چارت بریتانیا رتبهٔ ۱ را کسب کرد و ۳ آهنگ بعدی او نیز به رتبه‌های خوبی در چارت‌ها دست یافتند. در ژانویهٔ سال ۲۰۱۴، اورا یک طرح برای آدیداس طراحی کرد و نام تجاری‌اش را آدیداس اورجینالز اعلام کرد. وی در سال ۲۰۱۸ در آهنگ «دختران» با خواننده‌هایی مثل چارلی ایکس‌سی‌ایکس، کاردی بی و بی‌بی رکسا همکاری کرد که این آهنگ جنجالی‌های زیادی در رابطه با ال‌جی‌بی‌تی برپا کرد.

## اوایل زندگی
اورا در ۲۶ نوامبر سال ۱۹۹۰ در پریشتینا، اس‌اف‌آر یوگسلاوی (کوزوو امروزی) چشم بر جهان گشود. والدین او آلبانیایی هستند. مادرش، ورا (با نام خانوادگی پیشین بایرکتاری)، روان‌پزشک است و پدرش، بسنیک ساهاتچیو مالک یک میخانه است که اقتصاد نیز خوانده‌است. اورا یک خواهر بزرگ‌تر به نام النا و یک برادر کوچک‌تر به نام دان دارد. او با نام ریتا ساهاتچیو به دنیا آمد (نام خانوادگی او از واژهٔ ترکی saatçi به‌معنای ساعت‌ساز می‌آید)، اما والدینش بعدها واژهٔ اورا (که در زبان آلبانیایی به‌معنای «زمان» است) را به نام خانوادگی اضافه کردند تا تلفظ آن راحت‌تر باشد.
خانوادهٔ او به دلایل سیاسی و در پی آزار و فشارهایی که با فروپاشی یوگسلاوی علیه آلبانیایی‌ها آغاز شد، مجبور به ترک کوزوو شدند. خانوادهٔ اورا وقتی او هنوز نوزاد بود در سال ۱۹۹۱، به لندن نقل مکان کردند. وی دوران کودکی خود را در ناتینگ هیل، واقع در غرب لندن گذراند و در مدرسهٔ تئاتر سیلویا یانگ به تحصیل پرداخت.

## حرفه

### ۲۰۰۴–۲۰۰۱: آغاز حرفه
اولین تجربهٔ اورا از بازیگری در سن ۱۳ سالگی در یکی قسمت‌های سریال درام بریتانیایی بریف صورت گرفت. وی پس از آن در فیلم بریتانیایی جاسوسان (۲۰۰۴) حضور یافت. او همچنین در جلسات اپن مایک در لندن شروع به اجرا کرد و گهگاهی در میخانهٔ پدرش نیز به اجرا می‌پرداخت. او در سال ۲۰۰۸ برای شرکت در مسابقهٔ یورويژن: کشورت به تو احتیاج دارد در شبکهٔ بی‌بی‌سی وان شرکت کرد تا نمایندهٔ بریتانیا در مسابقهٔ آواز یوروویژن ۲۰۰۹ شود و قبول نیز شد، اما پس از چند قسمت از مسابقات کناره‌گیری کرد زیرا احساس می‌کرد «آماده نیست» و فکر می‌کرد «آن چالش مناسب او نیست» مدیر اورا، سارا استنتت (که با هنرمندانی همچون الی گولدینگ، جسی جی و کانر مینارد نیز همکاری کرده بود)، بعدها به سایت هیت‌کواترز گفت که به اورا اطمینان داد که شرکت در یوروویژن به جای کمک به شانس‌های او برای موفقیت به‌عنوان یک هنرمند انفرادی، آن‌ها را کاهش می‌دهد.
تیم مدیریتی اورا کمی بعدتر با ناشر آمریکایی راک نیشن تماس گرفت و آن‌ها را از استعداد او آگاه ساخت. اورا در دسامبر سال ۲۰۰۸ با این ناشر قرارداد ضبط و نشر امضا نمود و جزو نخستین هنرمندان این ناشر شد. وی حضور کوتاهی در موزیک ویدئوی «همیشه جوان» جی-زی (۲۰۰۹) داشت اورا پس از بستن قرداد آلبومی ضبط کرد و قصد داشت آن را منتشر کند، اما ناشرش وی را از این کار منصرف کرد؛ بنابراین او کار روی آثار جدیدی را برای نخستین آلبوم رسمی خود آغاز نمود.

### ۲۰۱۲–۲۰۱۳: نقطه عطف موسیقایی واورا

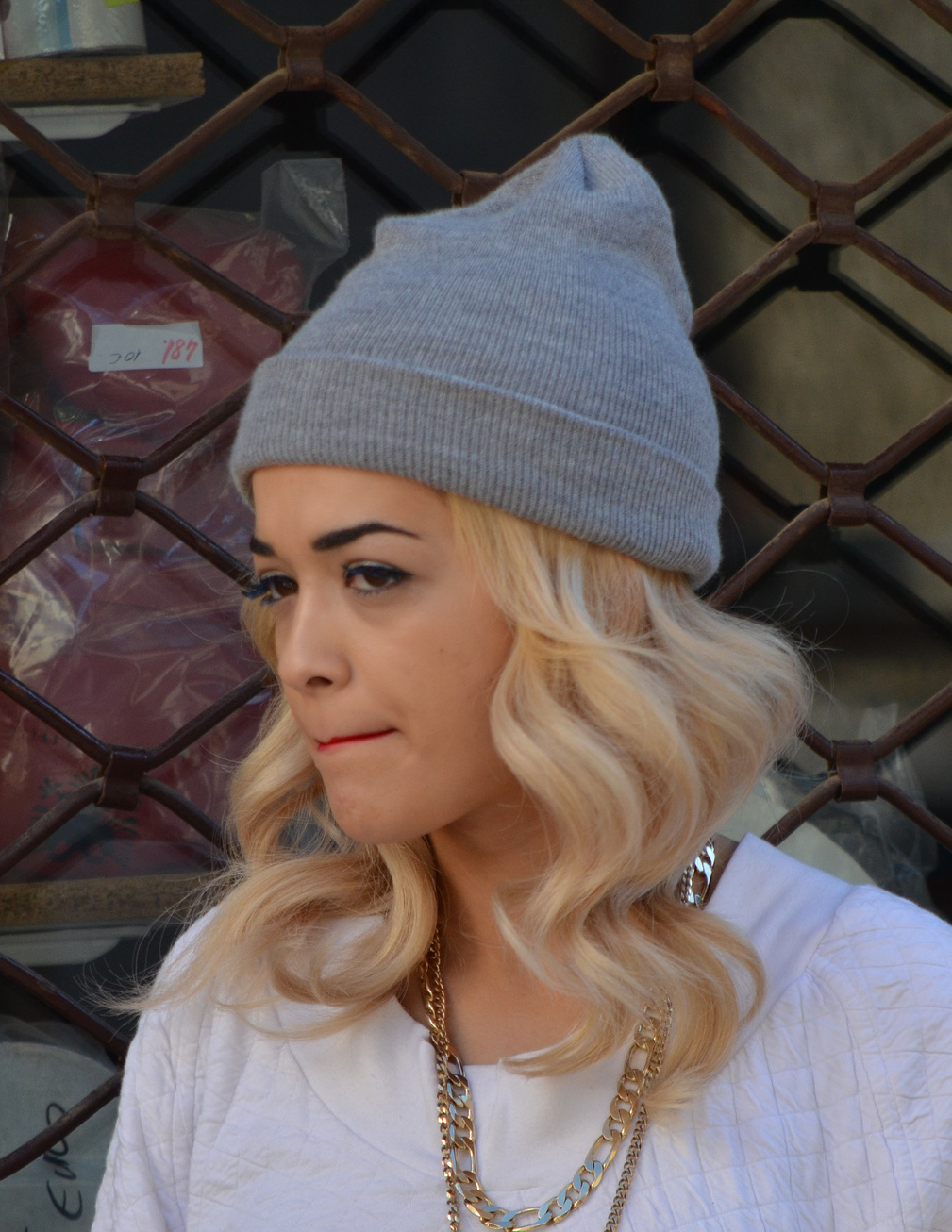
اورا در پریشتینا، کوزوو حین فیلمبرداری موزیک ویدئوی «نورت رو بتابون» در سپتامبر سال ۲۰۱۲

اورا در طی سال ۲۰۱۱ با انتشار کاورها و ویدئوهایی در یوتیوب، مخاطبان را در جریان مراحل ساخت آلبوم اول خود قرار داد. این ویدئوها توجه دی‌جی فرش را جلب کردند؛ که در آن زمان به‌دنبال یک خوانندهٔ زن برای قطعه‌اش با نام «الان داغه» بود. اورا در این تک‌آهنگ که ۱۲ فوریهٔ سال ۲۰۱۲ منتشر گردید، حضور پیدا کرد؛ این قطعه در بدو انتشار در رتبهٔ نخست جدول تک‌آهنگ‌های بریتانیا قرار گرفت. او در در فوریهٔ سال ۲۰۱۲ اجرای افتتاحیهٔ کنسرت‌های بریتانیایی تور پارادایس کلاب دریک را برعهده داشت. نخستین تک‌آهنگ بریتانیایی از نخستین آلبوم اورا تحت نام «روحش شاد» (به‌همراهٔ تاینی تمپا) در ۶ مهٔ سال ۲۰۱۲ منتشر گردید. این ترانه که توسط چیس اند استاتوس تهیه شده بود در صدر جدول تک‌آهنگ‌های بریتانیا قرار گرفت و به نخستین تک‌آهنگ شماره یک انفرادی اورا در در بریتانیا تبدیل شد. «چطوری (جشن) می‌گیریم» در ۱۲ اوت منتشر گردید و رتبهٔ شماره یک در بریتانیا و ایرلند رسید. این تک‌آهنگ دومین شماره یک اورا به‌عنوان یک هنرمند انفرادی و سومین شماره یک او به‌طور کلی در سال ۲۰۱۲ بود.

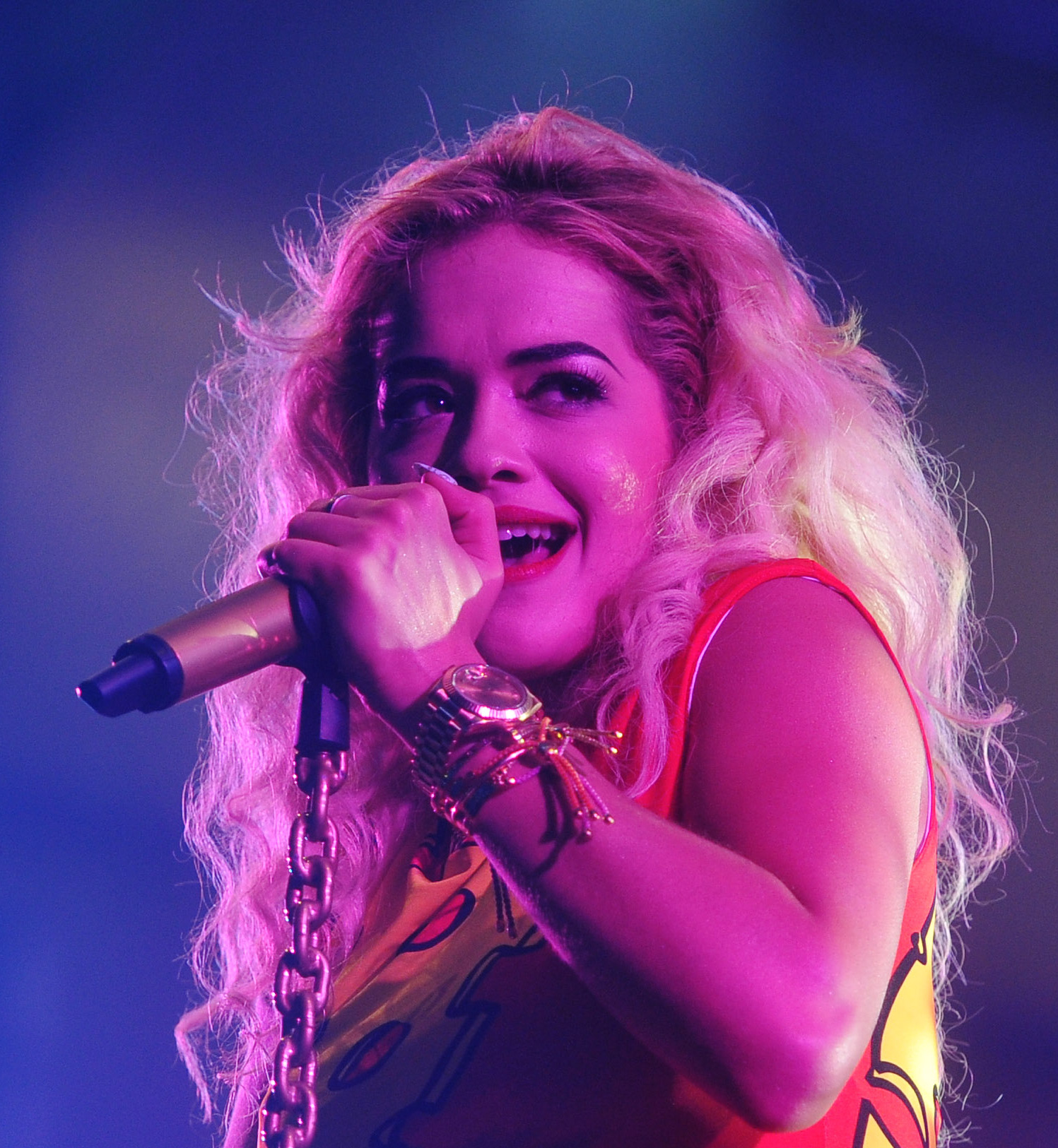
اورا در سال ۲۰۱۳

اورا حین همراهی کلدپلی در تور مایلو زایلوتو اعلام کرد که نخستین آلبومش تحت عنوان اورا منتشر خواهد شد. این آلبوم در تاریخ ۲۷ اوت سال ۲۰۱۲ در اروپا و اقیانوسیه منتشر شد و در صدر جدول آلبوم‌های بریتانیا قرار گرفت. اورا در جوایز موسیقی ام‌تی‌وی اروپا ۲۰۱۲ در سه بخش بهترین هنرمند تازه‌وارد، پاش آرتیست و بهترین هنرمند بریتانیا/ایرلند نامزد شد. در سپتامبر سال ۲۰۱۲ اعلام گردید که اورا قرار است اجرای افتتاحیهٔ کنسرت‌های آشر در تور سرخوشی در بریتانیا باشد که قرار بود از ژانویهٔ سال ۲۰۱۳ آغاز گردد، با این حال این تور به دلیل «مشغله‌های کاری و شخصی» آشر به تعویق افتاد. «نورت رو بتابون» که در ۴ نوامبر منتشر شد، چهارمین تک‌آهنگ متوالی اورا در سال ۲۰۱۲ بود که وارد جدول ۱۰ تک‌آهنگ برتر بریتانیا و به رتبهٔ دهم رسید. وی در ۲۸ نوامبر سال ۲۰۱۲ در کنسرت ویژه‌ای که به مناسبت صدمین سالگرد استقلال آلبانی در تیرانا برگزار شد، به‌عنوان مهمان ویژه اجرا داشت.
اورا در ژانویهٔ سال ۲۰۱۳ اولین تور بریتانیایی خود به نام تور رادیواکتیو را به‌منظور حمایت از نخستین آلبومش آغاز نمود. او همچنین در جوایز بریت ۲۰۱۳ برای سه جایزه نامزد شد، از جمله جایزهٔ بهترین هنرمند نوظهور بریتانیایی. همچنین در ژانویهٔ سال ۲۰۱۳ اورا اظهار داشت که آلبوم دومش نسبت به آلبوم اول شفاف‌تر خواهد بود و جهت مشخص‌تری نسبت به آلبوم اول خواهد داشت. وی در ۲۶ فوریهٔ سال ۲۰۱۳ حین گفت‌وگو با دیجیتال اسپای فاش کرد که آلبوم دومش دیدگاهٔ متفاوتی از «دختر مهمانی» را ارائه می‌دهد. اورا در ۲۴ مهٔ سال ۲۰۱۳ به‌عنوان هنرمند اصلی صحنهٔ ما به موسیقی جدید ایمان داریم در آخر هفته بزرگ رادیو بی‌بی‌سی ۱ به اجرا پرداخت. وی در ۲۸ ژوئن سال ۲۰۱۳ در صحنهٔ هرمی گلاستونبری اجرا داشت.

## آلبوم‌های استودیویی
- اورا (۲۰۱۲)
- ققنوس (۲۰۱۸)
- تو و من (۲۰۲۳)

## تورها

#### خوانندهٔ اصلی
- تور اورا (۲۰۱۲)
- تور رادیواکتیو (۲۰۱۳)
- تور دختران (۲۰۱۸)
- تور جهانی ققنوس (۲۰۱۹)

#### پشتیبانی
- دی‌جی فرش – تور دی‌جی فرش (۲۰۱۲)
- دریک – تور پارادایس کلاب (۲۰۱۲)
- کلدپلی – تور مایلو زایلوتو (۲۰۱۲)
- کایلی مینوگ – تور تنش (۲۰۲۵)